# Kompozytor

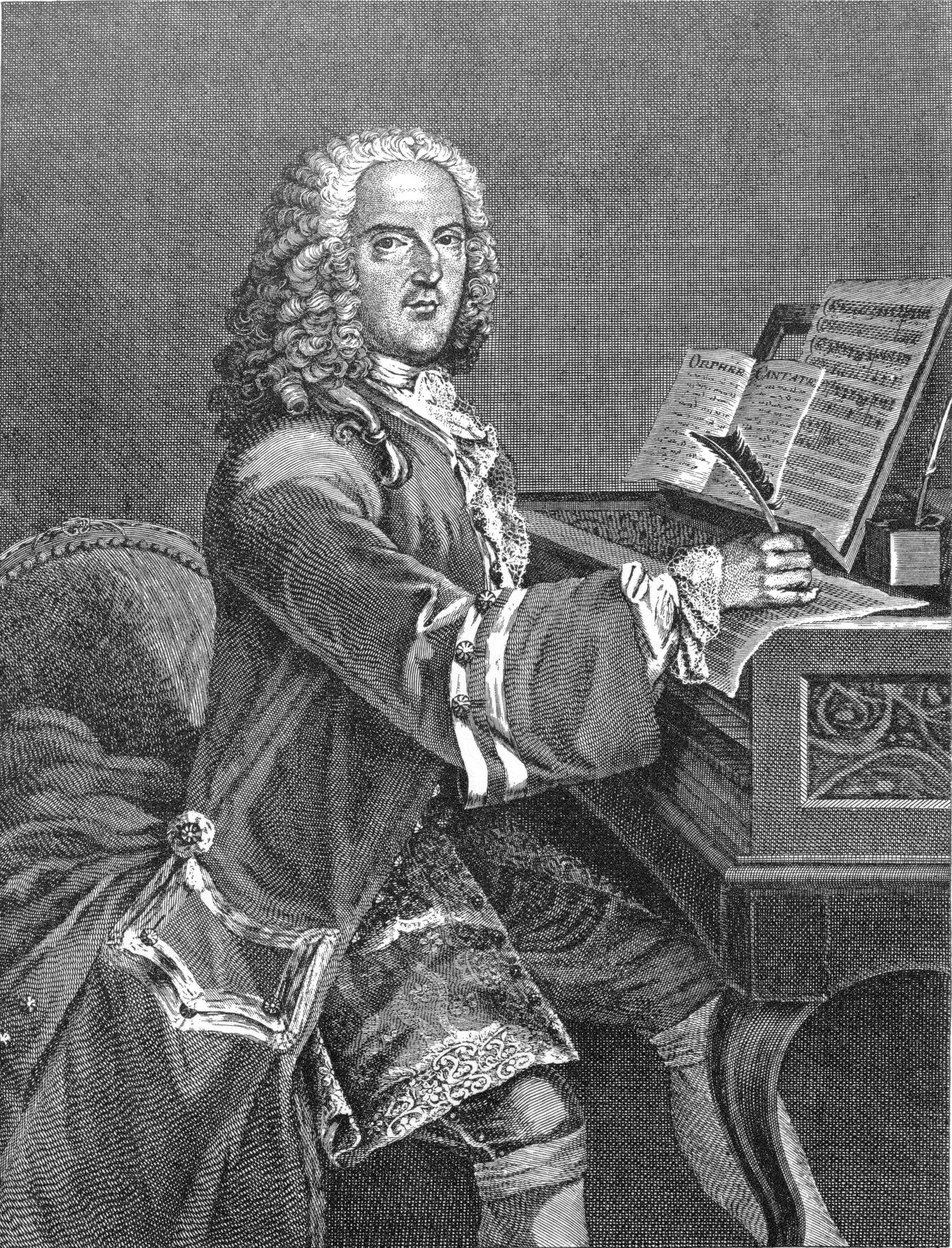
Kompozytor Louis-Nicolas Clérambault

Kompozytor (łac. compositor) – twórca utworu muzycznego. Termin kompozytor odnosi się do twórców używających notacji muzycznej (zarówno tradycyjnej, jak i współczesnej; w przypadku muzyki komputerowej utwór może nie być zapisywany), komponujących muzykę poważną (autora muzyki rozrywkowej nazywa się autorem piosenek lub autorem muzyki rozrywkowej). Na uczelniach muzycznych (np. w Polsce) kształci się studentów na kierunku kompozycja i teoria muzyki, w specjalności kompozycja. Kompozytor nie musi być absolwentem takich studiów, jednak dają one pełny warsztat kompozytorski, obejmujący harmonię, kontrapunkt, instrumentację, analizę dzieła muzycznego i wiele innych specjalistycznych przedmiotów, w których brak wiedzy stosowanej czyni muzykę amatorską (tj. nieprofesjonalną) – choć nieraz w pozytywnym sensie i na bardzo wysokim poziomie.
Technika kompozytorska jest różna w poszczególnych okresach historycznych.